# Železniční trať Kazincbarcika–Rudabánya
Železniční trať Kazincbarcika–Rudabánya (maďarsky Kazincbarcika–Rudabánya-vasútvonal) je maďarská jednokolejná neelektrizovaná železniční trať, která spojuje města Kazincbarcika a Rudabánya. Trať je označována v maďarském jízdním rádu jako trať MÁV 95. Trať byla otevřena v roce 1912.

## Historie
Železniční trať z Kazincbarciky do Rudabányi byla otevřena 1. listopadu 1912. 
Poslední větší rekonstrukcí prošla trať v letech 1960 – 1961.
Dne 4. března 2007 byl na trati zastaven provoz.

## Provozní informace
Maximální rychlost na trati je 30 km/h. Trať i veškeré stanice a zastávky na trati provozovala firma MÁV. Po několika letech od zastavení provozu je možné na několika místech najít rozkradené kolejnice.

## Doprava
Provoz na trati byl zajišťován osobními vlaky s motorovými vozy Bzmot.

## Stanice
Na trati se nacházejí tyto stanice:
- Kazincbarcika
- Szuhakálló-Múcsony
- Izsófalva
- Ormosbánya
- Rudabánya

## Galerie

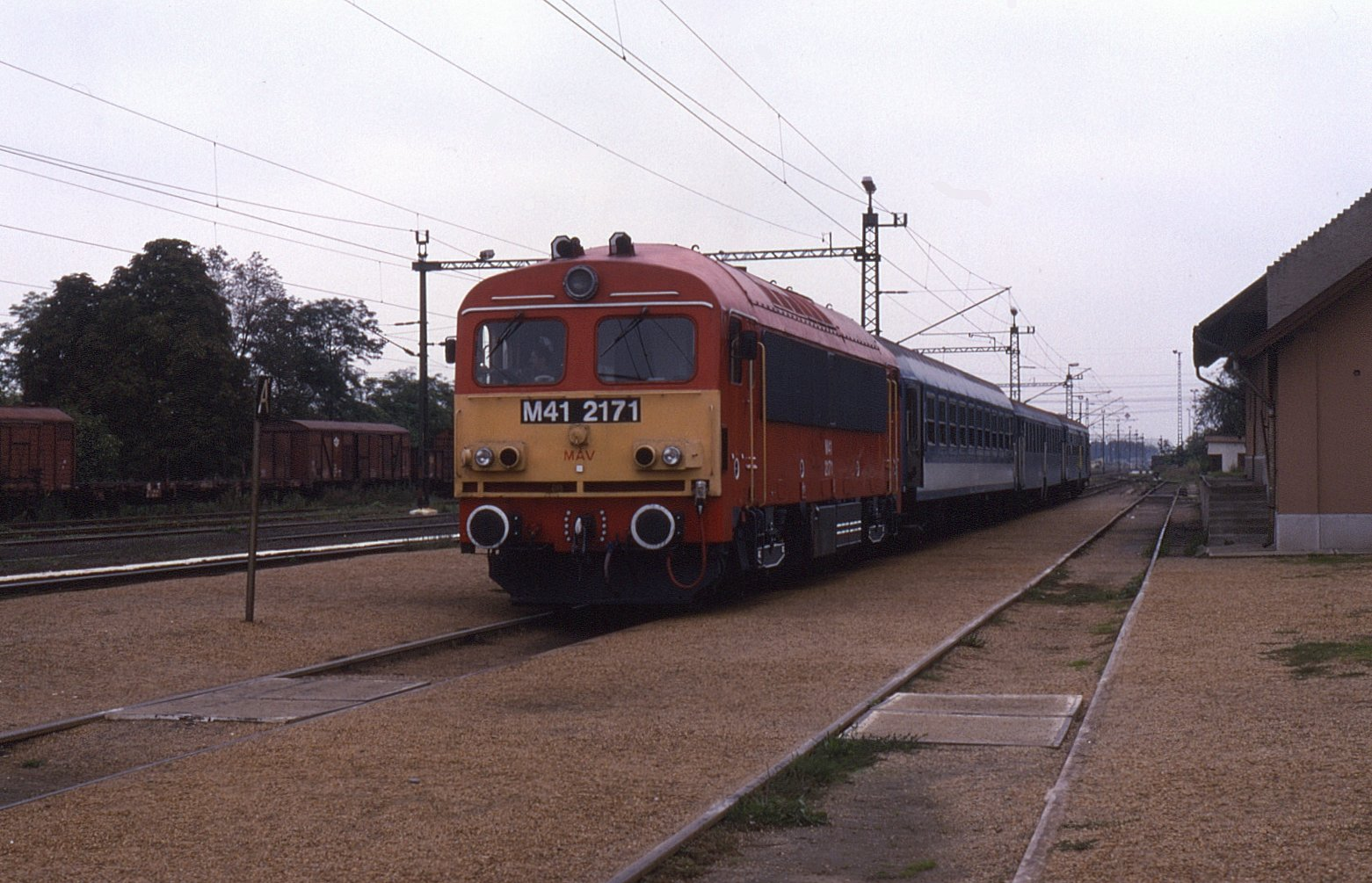
Kazincbarcika
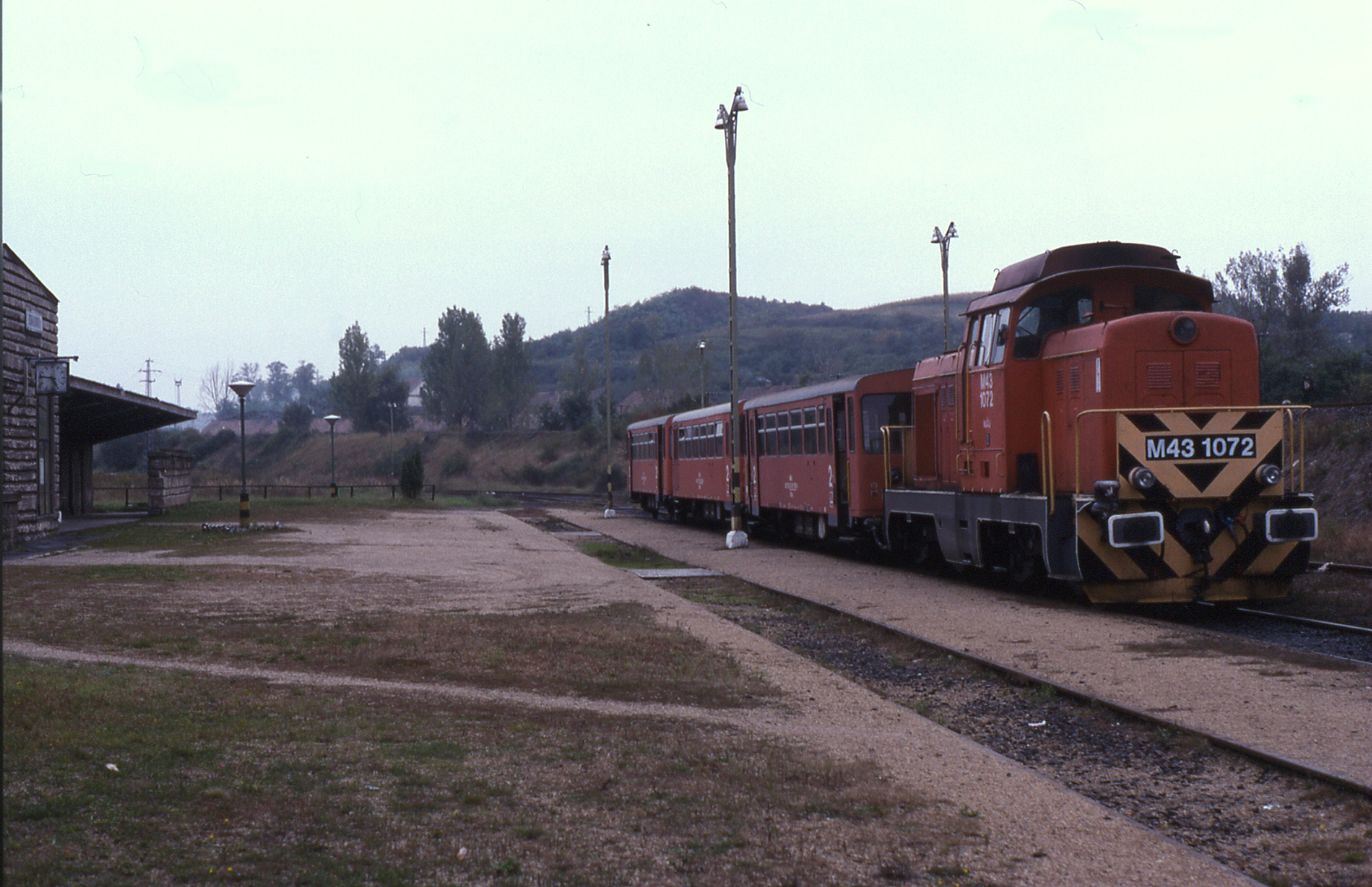
Rudabánya